# NGC 3340
NGC 3340 (другие обозначения — UGC 5827, MCG 0-27-42, ZWG 9.101, PGC 31892) — галактика в созвездии Секстант.
Этот объект входит в число перечисленных в оригинальной редакции «Нового общего каталога».
В галактике вспыхнула сверхновая SN 2005O типа Ib, её пиковая видимая звездная величина составила 16,1.
В галактике вспыхнула сверхновая SN 2007fp типа II, её пиковая видимая звездная величина составила 16,3.
Галактика NGC 3340 входит в состав группы галактик MCG 0-27-5. Помимо NGC 3340 в группу также входят ещё 12 галактик.